# جون ديمبستر
جون ديمبستر (بالإنجليزية: John Dempster)‏ هو لاعب كرة قدم ومدرب كرة قدم بريطاني، ولد في 1 أبريل 1983 في Kettering ‏ في المملكة المتحدة. شارك مع منتخب اسكتلندا تحت 21 سنة لكرة القدم. أما مع النوادي، فقد لعب مع أكسفورد يونايتد وروشدين ودايموندز ونادي تاموورث ونادي كرولي تاون ونادي كيترينغ تاون ونادي مانسفيلد تاون.

## وصلات خارجية
- جون ديمبستر على موقع قاعدة بيانات كرة القدم.إي يو (الإنجليزية)
- جون ديمبستر على موقع Soccerbase.com (لاعب) (الإنجليزية)